# Cheiloneurus noyesi
Cheiloneurus noyesi är en stekelart som beskrevs av Anis och Hayat 2002. Cheiloneurus noyesi ingår i släktet Cheiloneurus och familjen sköldlussteklar. Inga underarter finns listade i Catalogue of Life.